# Archives et musée de la vie flamande à Bruxelles
L'ASBL Archives et musée de la vie flamande à Bruxelles (nom officiel en néerlandais : Archief en Museum voor het Vlaams leven te Brussel) veut, en tant qu'institution pluraliste dans la Région de Bruxelles-Capitale, assurer l'acquisition et la gestion d'archives d'organisations, de familles et d'individus néerlandophones de Bruxelles, en faciliter l'accès et en stimuler la recherche.

## Mission
Les AMVB définissent leur mission comme celle de la (re-)découverte de la mémoire collective, en voie de disparition, du Flamand bruxellois dans la société métropolitaine et prétendent y voir une source inépuisable de plaisir et d'éducation. Aussi, les AMVB participent-ils, comme un acteur majeur, au développement et à l'enrichissement du patrimoine bruxellois.

## Bref historique du musée
Les archives et le musée ont été créés le 20 septembre 1977, sous la forme d'une ASBL.
Ses présidents ont été:
- 1977-1980 : Walther Joye
- 1980-1998 : Hugo Reinhard
- 1998-2004 : Gijs Garré
- 2004-2012 : Wim Van der Elst
- 2012-présent : Jari Demeulemeester

Ses administrateurs délégués ont été :
- 1977-1984 : Dis Verstraete
- 1984-1998 : Lode Olemans
- 1998-2004 : Gijs Garré
- 2004-2009 : Wim Van der Elst
- 2009-présent : Patrick Van den Nieuwenhof

Le nom des AMVB a changé en 2007 : Archief en Museum van het Vlaams leven te Brussel est devenu Archief en Museum voor het Vlaams leven te Brussel. Pour les AMVB, ce changement implique une prise de position : celle de se mettre activement au service de la vie culturelle flamande.
Le 24 septembre 2010, les AMVB ont reçu le label d'archives culturelles reconnues (Erkend Cultureel Archief) de la Communauté flamande.
En 2012, dans la presse, l'administrateur délégué constate la nécessité d'un nouveau logement, car les AMVB, logés dans un bâtiment du quai aux Pierres de Taille après en avoir occupé un de style art déco (rue des Poissonniers 13) jusqu'en 2003, sont confrontés à un manque d'espace ; ainsi, les AMVB possédaient, en 2003, pour 300 mètres courants de documents d'archives, alors qu'en 2012, on en compte déjà 1 500.

## Collections
Les collections du musée se sont enrichies d'archives d'un type d'organisations qui, dans une ville où la culture néerlandaise est devenue minoritaire, fonctionnent dans un esprit interculturel. Les AMVB disposent des archives du Théâtre royal flamand, de celles d'associations telles que la Fondation Lodewijk de Raet ou le Vlaams Komitee Brussel [sic] (Comité flamand de Bruxelles) et de celles de familles ou de personnes physiques, telles que Leopold Flam ou les personnalités politiques Robert Delathouwer, Lydia Deveen, André Monteyne, Marie-Paule Quix, Sändor Szondi ou Hugo Weckx. Une banque sonore a été réalisée à l'occasion de quelques projets autour de la transmission orale de l'histoire, notamment celle de la vie associative socioculturelle, celle des petits indépendants flamands et celle du quartier Nord,. Les collections comprennent également toutes sortes de périodiques et d'objets, tels que des drapeaux, des fanions, des banderoles, des bannières, des sculptures (des bustes, des bas-reliefs, …), des maquettes (notamment provenant du Théâtre flamand), des médailles et des décorations, des peintures, gravures et dessins, des costumes de théâtre (provenant de compagnies professionnelles ou de troupes d'amateurs, tels que Dito'Dito et De Passanten, ou du cabaretier Jef Burm, …), des ustensiles de table (comme des tasses, des verres à bière), des trophées, des assiettes décoratives, des anciennes plaques de rue, des autocollants, etc..

## Sources
- (nl) N.N., sur le site web des AMVB
- (nl) Becker, Robin de, Vlaams archief barst uit zijn voegen. AMVB zoek [sic] snel nieuw onderkomen, dans : Het Nieuwsblad (éd. Brussel-Noordrand) du 7 février 2012, p.  26 (version en ligne)
- (nl) Vandeputte, O., Gids voor Vlaanderen, éd. Lannoo, 2007  (ISBN 9020959638), p.  263